# Artur Portela, Filho
Artur Guerra Jardim Portela (Lisboa, Mercês, 30 de setembro de 1937 — Abrantes, 10 de novembro de 2020), que assinou Artur Portela Filho até aos anos 70, foi um escritor, tradutor e jornalista português.

## Biografia
Filho do histórico jornalista Artur Jardim Portela, neto materno do 2.º Visconde de Monte São, e de sua mulher Maria Luísa Barbosa Colen Guerra, trineta dum Italiano, e irmão mais novo do pintor Luís Guerra Jardim Portela, cresceu numa família de jornalistas, escritores e artistas. Com formação académica em História, pela Faculdade de Letras da Universidade de Lisboa, foi redator do Diário de Lisboa, nos anos 50 e 60; fundou e dirigiu o diário Jornal Novo em 1975, durante o período revolucionário subsequente ao 25 de abril de 1974; fundou e dirigiu, também na década de 70, o semanário de grande informação Opção.
Colaborou em jornais como República, A Capital, Portugal Hoje, Jornal do Fundão e, mais recentemente, i, na estação de rádio TSF e pontualmente na RTP.
Como escritor de ficção, publicou livros de contos como "A Gravata Berrante", "Thelonious Monk", "As três lágrimas paralelas" e "Os Peixes Voadores", e romances como "Rama, verdadeiramenre", "O Código de Hamurabi", "Marçalazar", "Fotomontagem", "A Manobra de Valsalva", "História Fantástica de António Portugal" e "As Noivas de São Bento". Esta ficção tem como traços frequentes o fantástico e o satírico.
É também autor de livros de crónicas de forte intervenção política, social e cultural, de uma forma geral de sentido irónico, como as séries "A Funda" (7 volumes), "Feira das Vaidades" e "O Novo Conde de Abranhos".
A sua obra "A Guerra da Meseta" é um romance que decorre numa fantástica República da Istmânia, entalada entre uma gigantesca Barreira de betão, que a protege de um Mar permanentemente em fúria e montanhas intransponíveis.
No domínio da investigação histórica, devem-se-lhe designadamente trabalhos sobre o século XVIII e os anos 30-60 do século XX português, tendo estudado a produção cultural de regimes ditatoriais europeus e as suas relações neste plano.
Foi eleito pela Assembleia da República para dois órgãos de regulação dos média, o Conselho de Comunicação Social, ao qual presidiu, e a Alta Autoridade para a Comunicação Social.

## Obras
- Feira das vaidades (1959);
- Nova feira das vaidades (1960);
- Avenida de Roma (1961);
- Thelonious Monk (1962);
- O código de Hamurabi (1962);
- Rama, verdadeiramente: romance (1963);
- Eça é que é Eça (1970);
- O novo Conde de Abrantes (1971);
- A funda (1974), com uma carta-posfácio de Norberto Lopes;
- O regresso do conde de Abranhos : diário e cartas de Z. Zagalho (1976);
- Marçalazar: romance (1977);
- Fotomontagem: romance (1978);
- Salazarismo e artes plásticas (1982);
- Cavaleiro de Oliveira, aventureiro do século XVIII (1982);
- Três lágrimas paralelas (1987);
- Cardoso Pires por Cardoso Pires (1991);
- A ração do céu : comida colateral  (2001);
- A manobra de valsalva (2002);
- História fantástica de António Portugal: romance (2004);
- As noivas de São Bento: romance (2005);
- Os peixes voadores: contos (2006);
- A guerra da meseta (2009);
- Jornalistas: pais e filhos (2011);
- A cidade da saúde: romance (2012).